# Daoulas
Daoulas (bretonisch Daoulaz) ist eine französische Gemeinde im Département Finistère im Westen der Bretagne mit 1835 Einwohnern (Stand: 1. Januar 2022). Sie gehört zum Arrondissement Brest und ist Mitglied im Gemeindeverband Communauté d’agglomération du pays de Landerneau-Daoulas. Die Bewohner werden Daoulasiens und Daoulasiennes genannt.

## Geografie

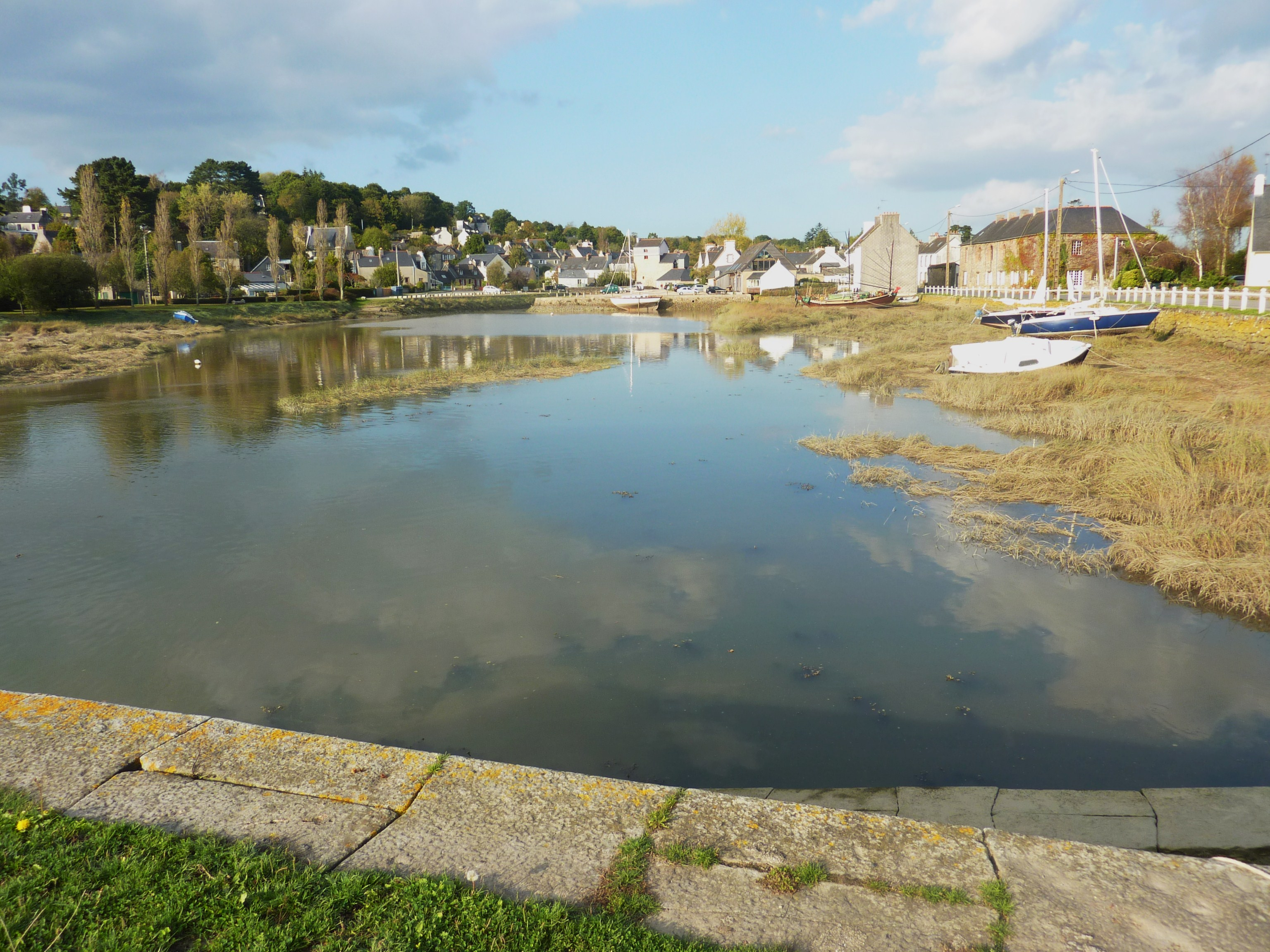
Hafen von Doulas

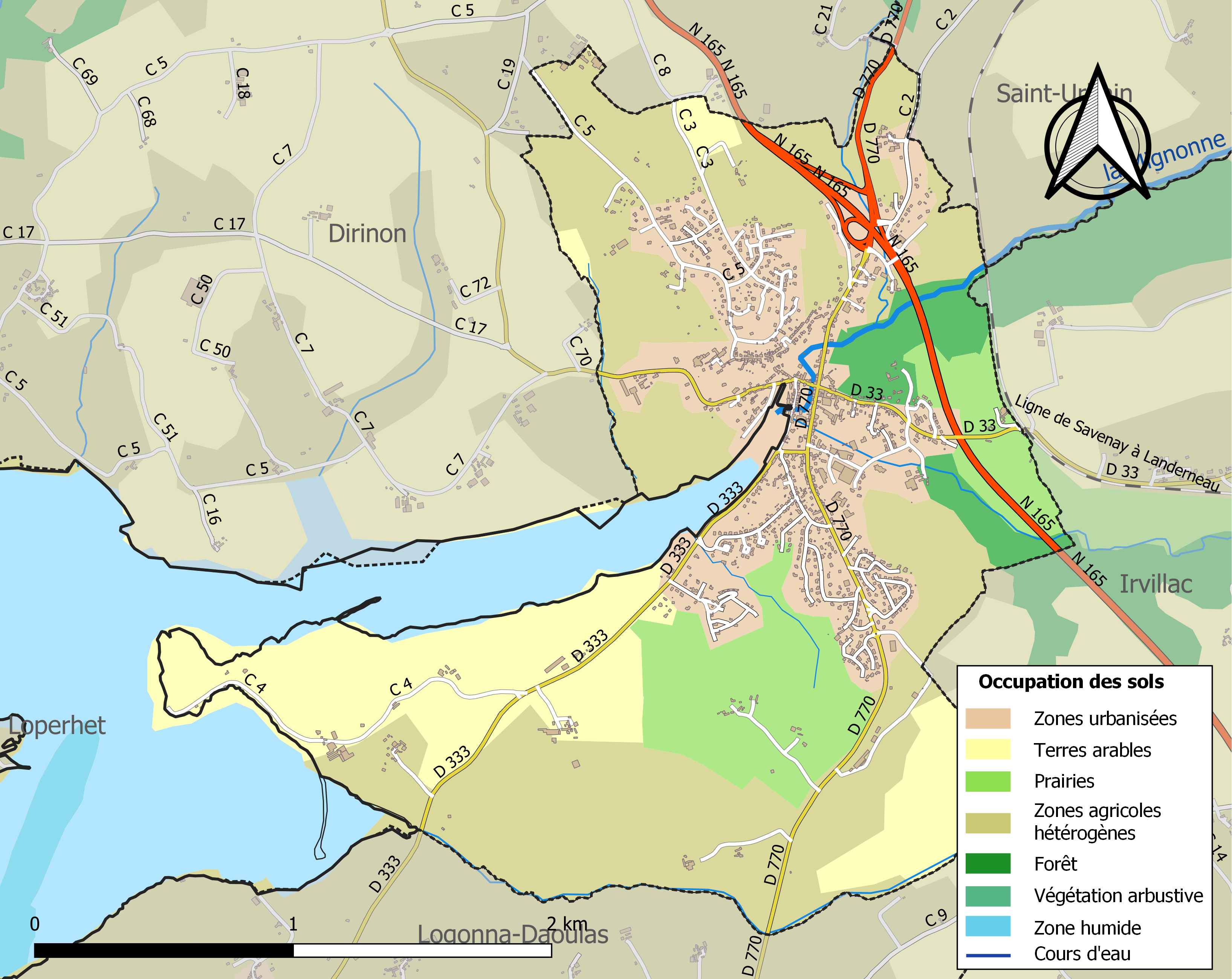
Bodennutzung, Hydrografie und Infrastruktur der Gemeinde (2018)

Daoulas befindet sich im hintersten Ende der Rade de Brest in der historischen Landschaft der Cornouaille, etwa 17 Kilometer südöstlich von Brest. Die Gemeinde befindet sich im Regionalen Naturpark Armorique am Zusammenfluss der Flüsschen Mignonne und Lézuzan, die als Trichtermündung unter dem Namen Daoulas in der Bucht von Brest in den Atlantik münden.
Das Gebiet von Daoulas ist Teil des Natura-2000-Schutzgebiets „Rade de Brest, estuaire de l’Aulne“ (FR5300046), des Natura-2000-Schutzgebiets „Rade de Brest : Baie de Daoulas, Anse de Poulmic“ (FR5310071) und von der ZNIEFF-Naturzone „Baie de Daoulas - Anse de Poulmic - Éstuaires de la rivière du Faou et de de l’Aulne“ (530030193). Fast drei Viertel der Fläche der Gemeinde werden landwirtschaftlich genutzt (Grünland oder Kulturboden), fast ein Viertel ist von urbanisierten Zonen belegt, nur 4,5 % sind bewaldet, vor allem entlang der Flussläufe Mignonne und Lézuzan.
Umgeben wird Daoulas von den vier Nachbargemeinden:
| Dirinon       |                                             | Saint-Urbain |
| Rade de Brest | Kompassrose, die auf Nachbargemeinden zeigt | Irvillac     |
|               | Logonna-Daoulas                             |              |

## Geschichte
Daoulas kommt aus dem bretonischen „daou“ (zwei) und „glas“ oder „las“ (Strom). Einer Legende zufolge gründete Jaoua, ein Mönch, der den Mord an den Mönchen Tadec und Judulus durch den Seigneur von Faou überlebte, im Jahr 690 ein Kloster. Die Überlieferung berichtet weiter, dass es der Herr von Faou selbst war, der im 6. Jahrhundert das einfache Kloster „Mouster Daou-las“ als Sühne für seine Morde gründete. Dieses Kloster wurde offenbar im Jahr 1101 vom Orden des Heiligen Augustinus übernommen.
Um 1167 wird die Existenz einer Abtei (abbatia de Doulas, 1173) an der Stelle des ursprünglichen Klosters belegt, das von den Normannen verwüstet wurde. Diese Abtei wurde 1173 zugunsten des Ordens der Regularkanoniker von Saint-Augustin von Guiomarc'h, Vicomte von Léon, und Nobile, seiner Frau, gegründet. Einige Historiker behaupten, dass die Abtei Daoulas im Jahr 1125 gegründet wurde und dass die Abteikirche von 1167 bis 1173 erbaut wurde (gleiches Datum wie der Bau der Burg Daoulas).
Die mächtige Familie Léon gründete in Daoulas eine Herrschaft, die seit dem 12. Jahrhundert bekannt ist. Die Vizegrafen von Léon errichteten dort 1173 eine Burg (Castrum de Doulas), die 1472 von den Engländern zerstört wurde. Ab 1363 ging die Kastellanei von Daoulas durch Heirat und Erbschaft an das Haus Rohan über. Am 31. Oktober 1527, nach dem Tod von Jacques de Rohan, war sein „bewegliches Vermögen dazu bestimmt, die Beerdigung zu bezahlen, die Schulden des Verstorbenen zu begleichen und La Garnache und Daoulas zu befreien“. In einem Geständnis von Léon vom 8. August 1642 wird die Burgruine von Daoulas erwähnt.
Die Pfarrei Daoulas, die rund um die Burg und die Abtei entstand, war früher vom Bistum Cornouaille abhängig. Die Abtei wurde 1692 oder 1713 dem Priesterseminar Brest übergeben.
Wir begegnen den folgenden Formen: „Abbatia, castrum de Doulas“ (im Jahr 1173), „par. castri de Doulas“ (1186), „Daoulas“ (1218), „Douglasium“ (13. Jahrhundert), „Doulas“ (um 1330 und 1393).

## Bevölkerungsentwicklung
| Jahr                       | 1962 | 1968 | 1975 | 1982 | 1990 | 1999 | 2006 | 2013 | 2020 |
| Einwohner                  | 1117 | 1022 | 1046 | 1401 | 1640 | 1794 | 1743 | 1768 | 1833 |
| Quellen: Cassini und INSEE |      |      |      |      |      |      |      |      |      |

## Sehenswürdigkeiten
- Die heutige Pfarrkirche von Daoulas war ursprünglich eine Abteikirche, deren älteste architektonische Überreste sich im Langhaus befinden. Dieser Teil ist der einzige, der von dem zwischen 1164 und 1173 an der Stelle eines Altarraums aus der Zeit vor den normannischen Invasionen wiederaufgebauten Gebäude halbwegs erhalten geblieben ist. Anschließend erfuhr die Kirche zahlreiche Umbauten, darunter zwei Hauptphasen. Die erste stammt aus dem 15. und 16. Jahrhundert und umfasst die Rekonstruktion eines gotischen Chors, die Verbreiterung des Südschiffs und die Hinzufügung einer stark vorspringenden Vorhalle, die charakteristisch für die Architektur dieser Zeit ist. Das heutige (romanische) Erscheinungsbild des Gebäudes stammt aus der zweiten Phase: Tatsächlich entschied sich der Diözesanarchitekt Bigot auf Wunsch des damaligen Priesters in den 1880er Jahren für eine Rückkehr zum ursprünglichen Zustand – oder vermutete einen solchen. Der Chor blieb nicht erhalten, die Vorhalle hingegen wurde nur versetzt. Heute erscheint sie als eigenständiges Bauwerk, eine Art monumentaler Eingang, der den Zugang zum Friedhof ermöglicht. Abgesehen von seiner heutigen Lage ist seine Architektur perfekt repräsentativ für die anderen Vorhallen dieser Zeit und bietet gegenüber vielen von ihnen den Vorteil, dass die Originalstatuen erhalten geblieben sind. Die Kirche und der Kreuzgang sind seit 1886 als Monument historique klassifiziert, die Vorhalle seit 2004.[4]

- Ende des 19. Jahrhunderts war der Kreuzgang aus der Bauzeit der Romanik sehr baufällig, bevor der Architekt Bigot den Wiederaufbau in Angriff nahm. Der Dachstuhl und die Überdachung des Kreuzgangs waren nach dem Verkauf der Abtei als Nationalgut abgerissen worden. Im Jahr 1881 blieben nur noch anderthalb Seiten des Kreuzgangs stehen. Die Kapitelle wurden entfernt und unter Denkmalschutz gestellt. Bei Ausgrabungen wurden bestimmte Trümmer freigelegt. Eine dritte Seite wurde mit Steinen aus einem alten, verlassenen Steinbruch neu aufgebaut. Die skulptierten Elemente erlauben uns mit ziemlicher Sicherheit eine sehr fortgeschrittene Datierung auf das 12. Jahrhundert. Bei alten Ausgrabungen wurde ein romanisches Taufbecken entdeckt und 1875 im Kreuzgang aufgestellt.[5]

- Die Kapelle Sainte-Anne in der ehemaligen Klosteranlage zeigt die Form eines lateinischen Kreuzes mit einem einzigen Querschiff. Das Kirchenschiff und die Hauptfassade stammen aus dem 16. Jahrhundert und weisen Spitzbögen und Skulpturen auf. Das Querschiff ist vom Kirchenschiff durch eine Säule getrennt, deren geschnitztes Kapitell, das an den Stil der lombardischen Architektur erinnert, zerstört wurde. Im Mittelalter versammelten sich dort Pilger, die nach Rocamadour oder Santiago de Compostela gelangen wollten. Die Kapelle birgt zahlreiche Ausstattungsgegenstände, die in der Base Palissy gelistet sind, darunter eine große Anzahl, die als Monument historique der beweglichen Objekte klassifiziert sind. Sie ist seit 1862 als Monument historique klassifiziert.[6]

- Der Kalvarienberg auf dem Friedhof bezeichnet ein Werk aus der zweiten Hälfte des 16. Jahrhunderts, dem das Datum 1590 zugeschrieben wird. Der auf einem achteckigen Schaft montierte Kalvarienberg steht auf einem Sockel, der aus dem 18. Jahrhundert zu stammen scheint. Zwei Konsolen tragen die Jungfrau und den Heiligen Johannes. In der Mitte steht das Kreuz. Diese Anordnung scheint nicht original zu sein. Der Kalvarienberg ist seit 1962 als Monument historique klassifiziert.[7]

- Die Kapelle Notre-Dame-des-Fontaines ist ein kleines Oratorium. Die Apsis besteht aus Mauerwerk, die Seiten sind verglast. Die Fassade besteht aus hölzernen Obergaden mit Balustern. Eine Inschrift weist auf Restaurierungen in den Jahren 1847 und 1885 hin. Das Innere der Kapelle zeigt verzierte Friese. Der Brunnen aus derselben Zeit besteht aus einer mit vier Zinnen geschmückten Nische und einem Wasserbecken. Es trägt eine Inschrift, die darauf hinweist, dass es im Jahr 1550 errichtet wurde. Kapelle und Brunnen sind seit 1926 als Monument historique eingeschrieben.[8]

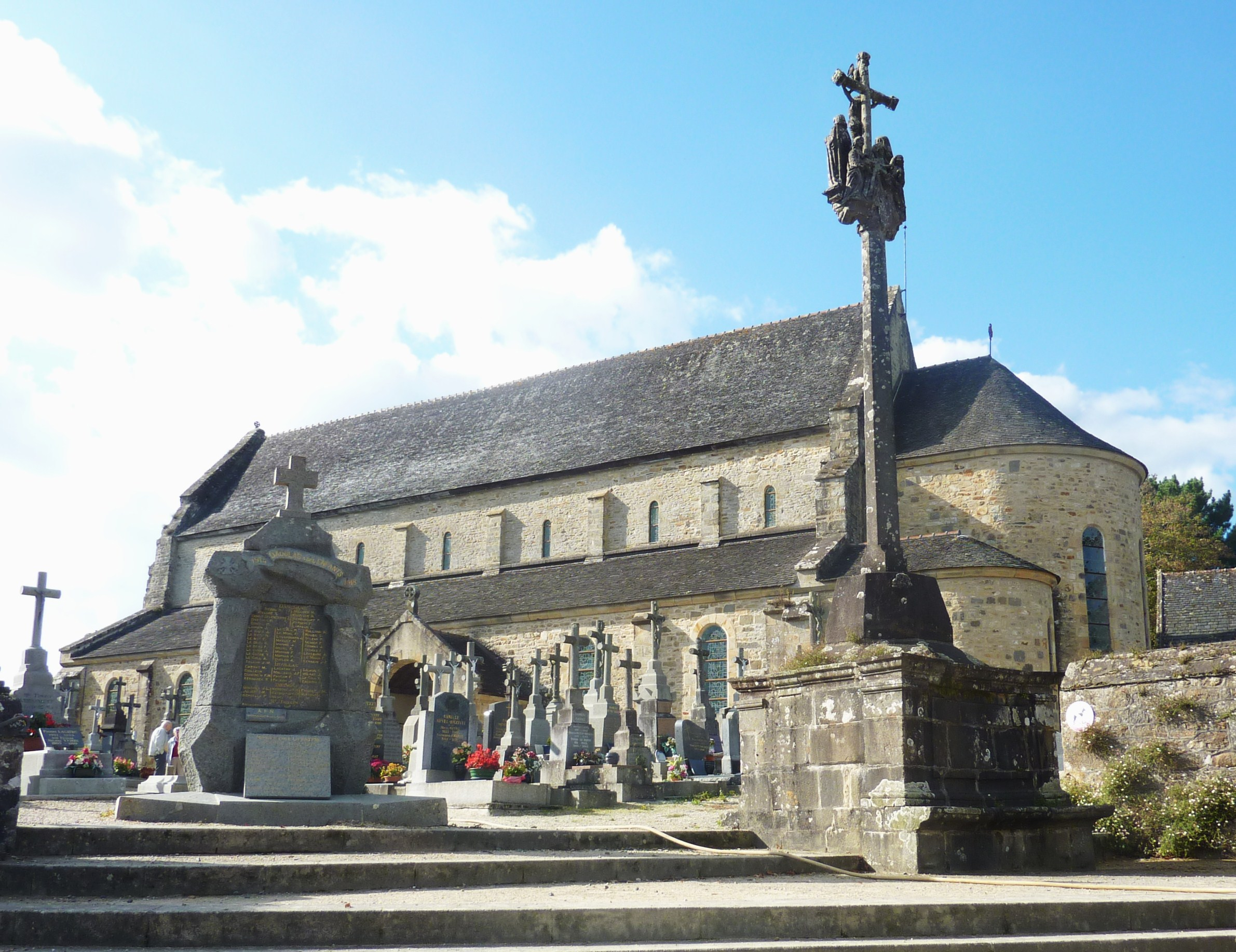
Ehemalige Abteikirche und Kalvarienberg
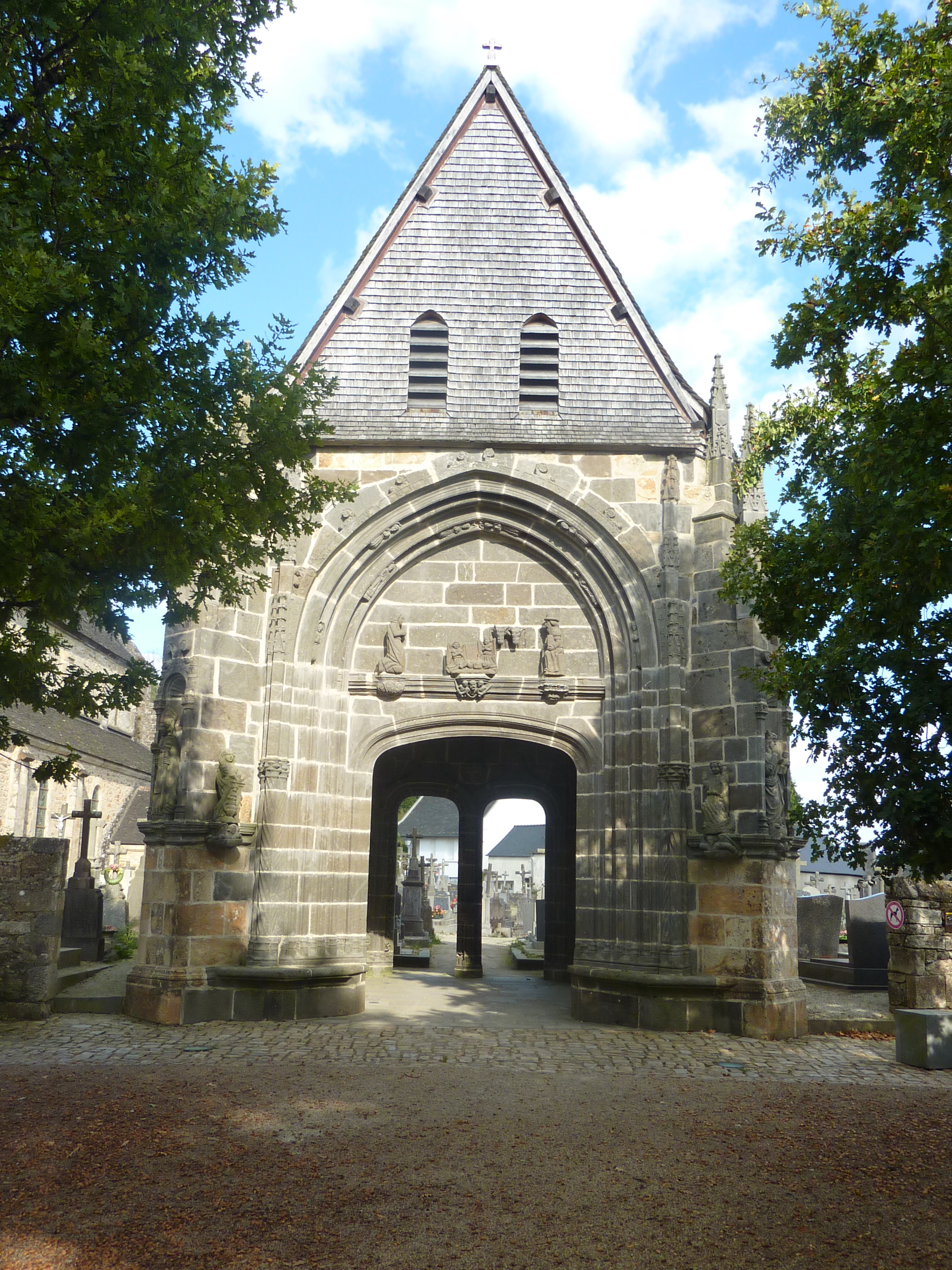
Ehemalige Vorhalle, heute Eingang zum Friedhof
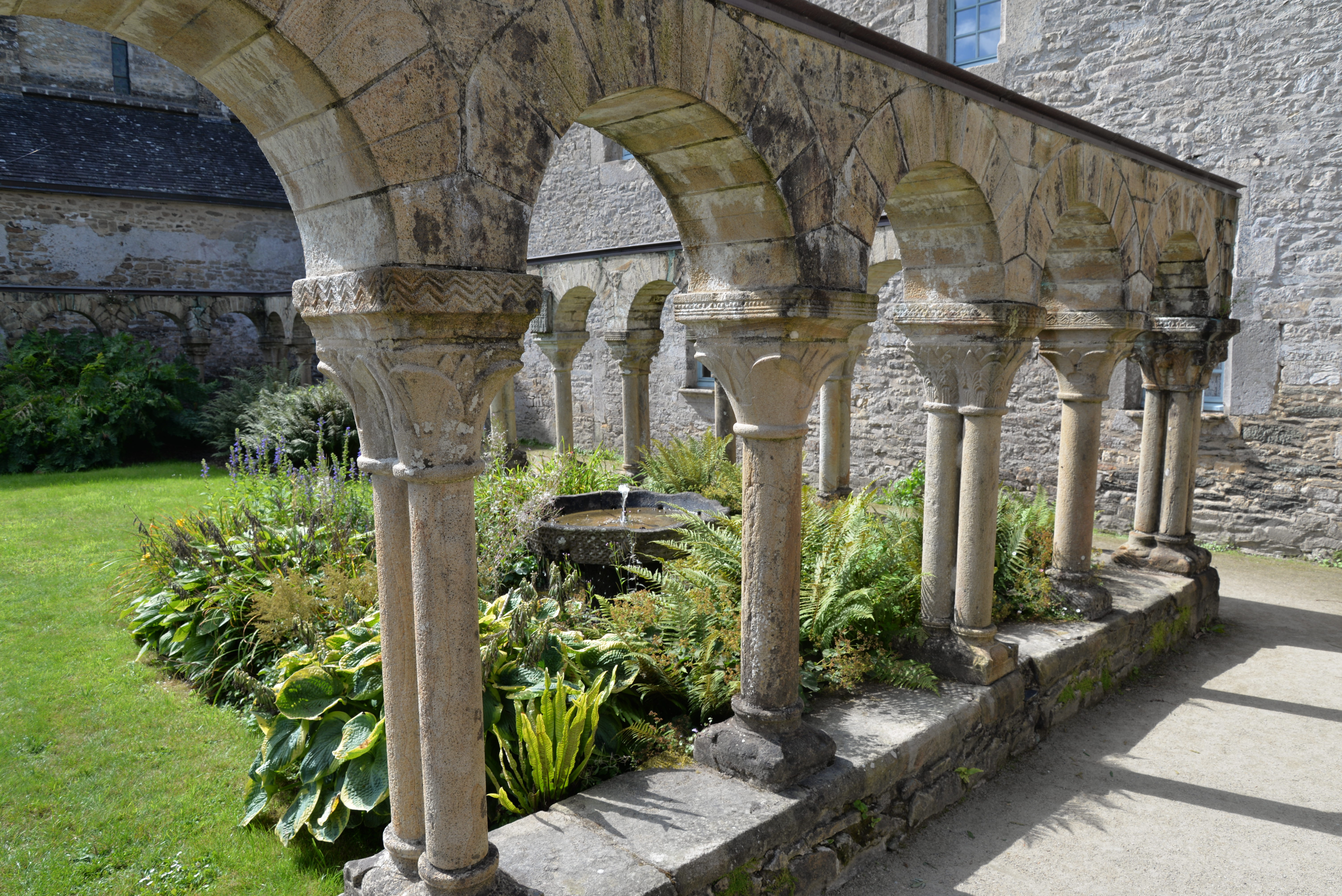
Ehemaliger Kreuzgang
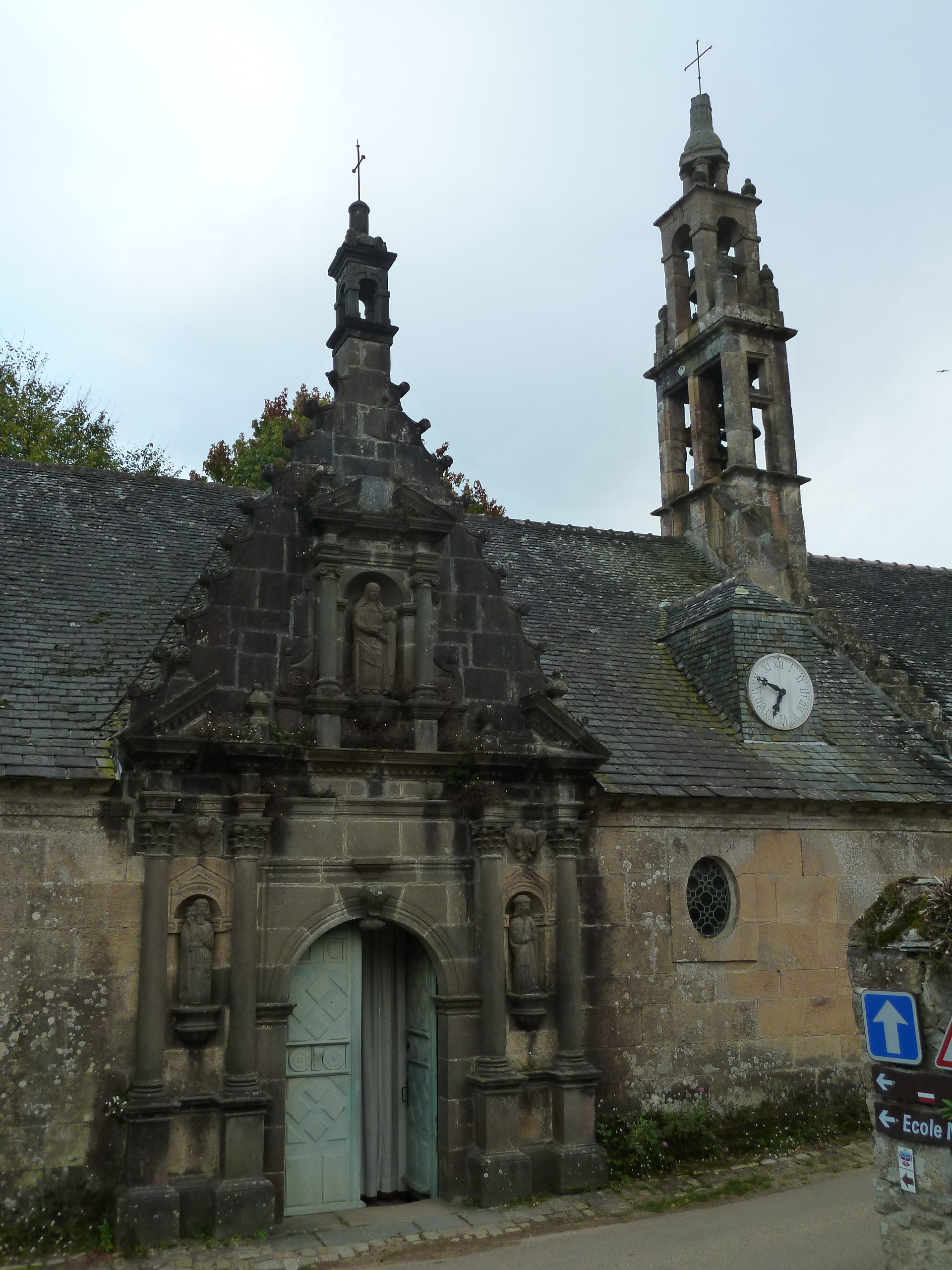
Kapelle Sainte-Anne
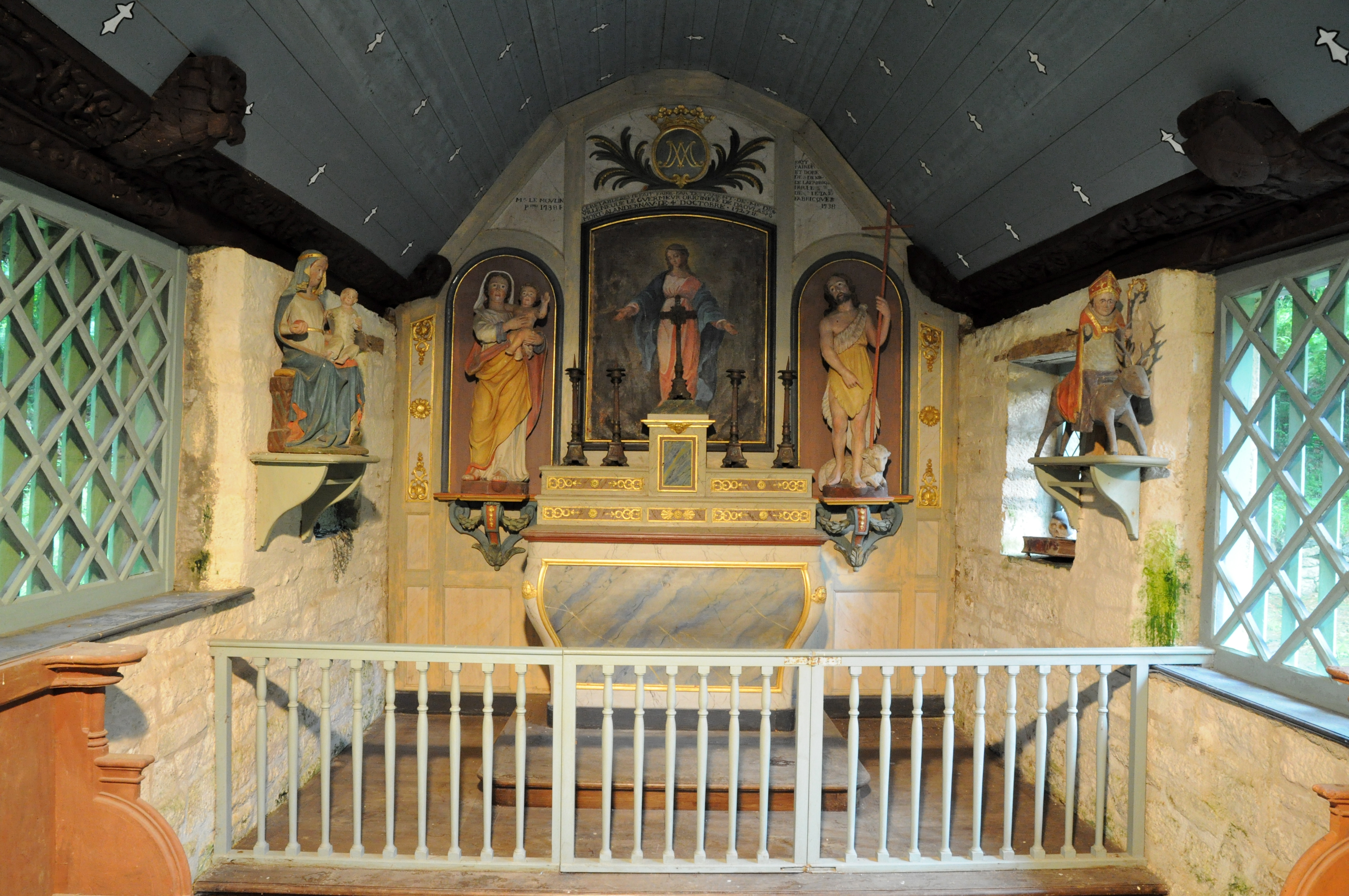
Kapelle Notre-Dame-des-Fontaines

Weitere Sehenswürdigkeiten
- Kapelle Saint-Roch, im 18. Jahrhundert neu gebaut
- Herrenhaus Le Vieux Kérisit mit Ursprüngen aus dem 15. Jahrhundert
- Wassermühle Le Pont mit Ursprüngen aus dem 13. Jahrhundert, die obere Etage wurde im 20. Jahrhundert im Zuge des Umbaus zur Getreidemühle ergänzt

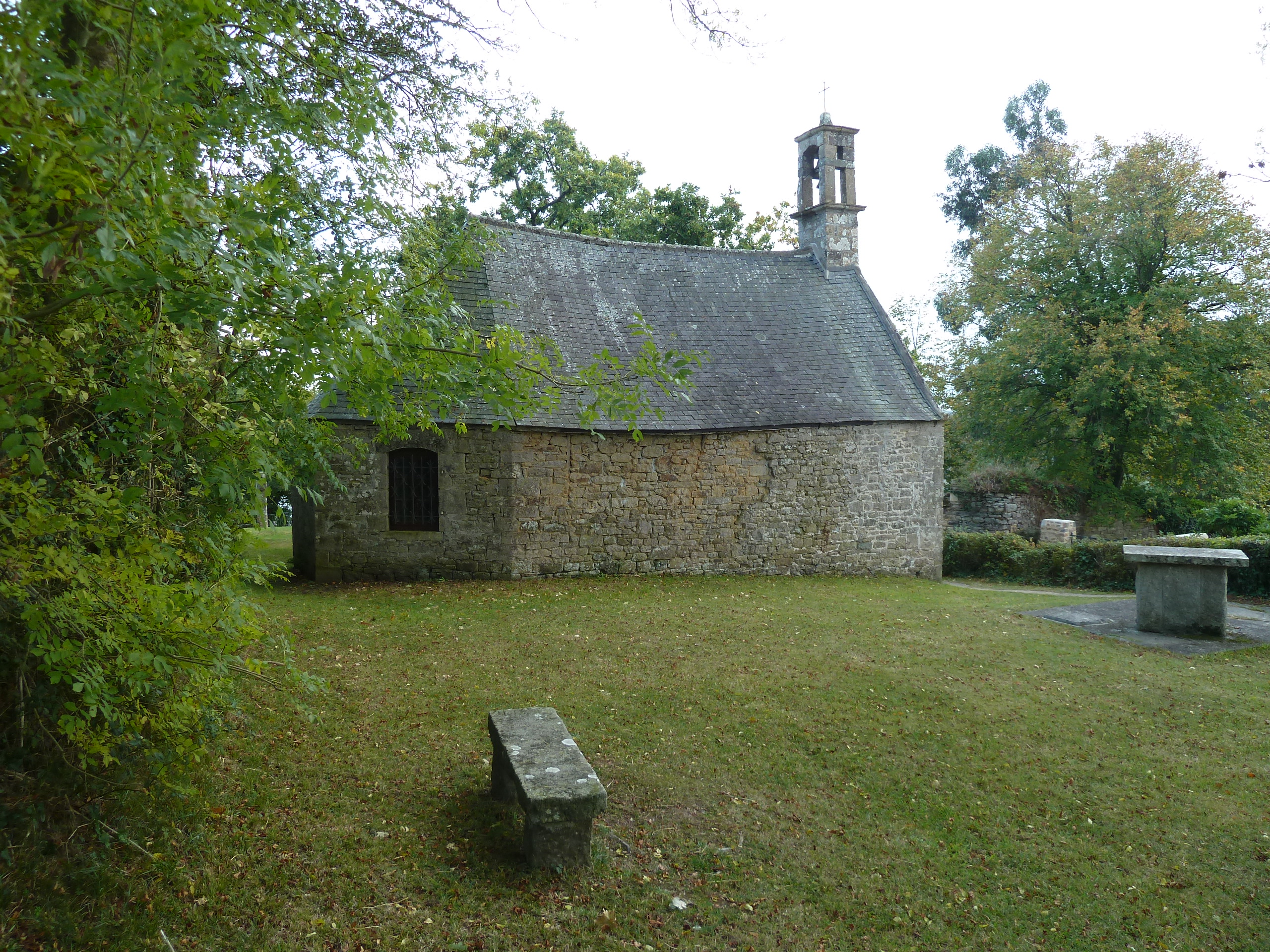
Kapelle Saint-Roch
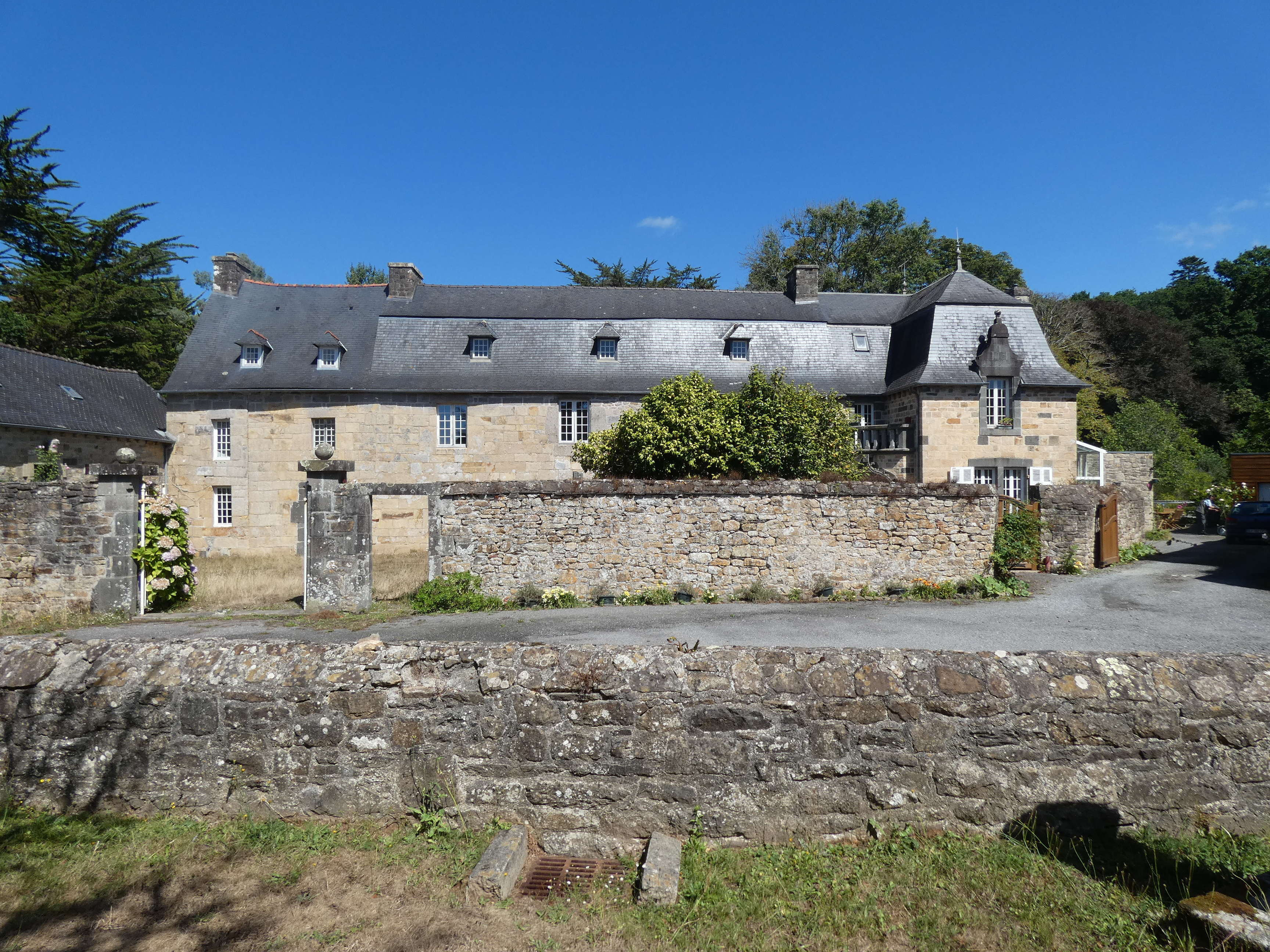
Herrenhaus Le Vieux Kérisit
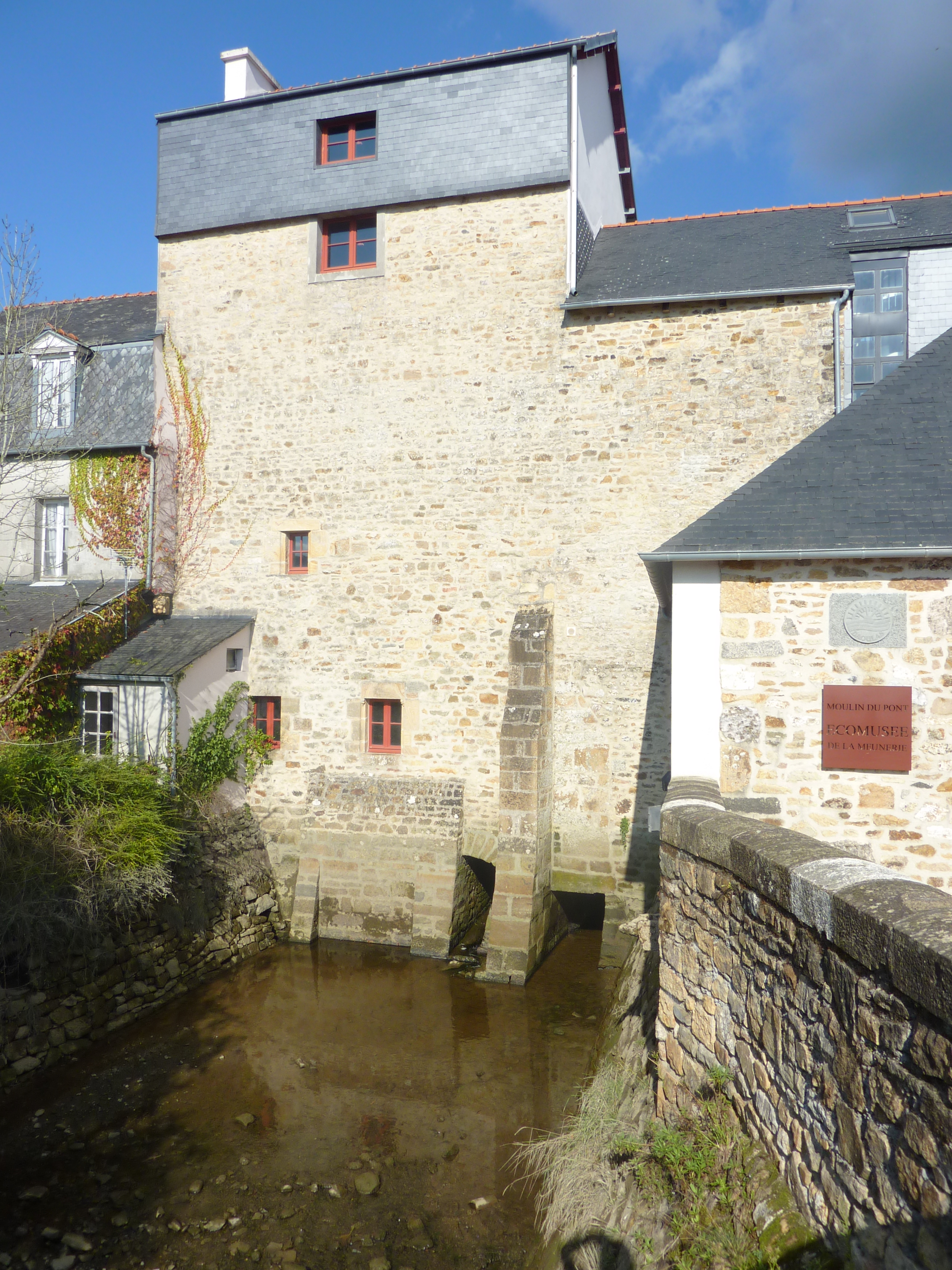
Wassermühle Le Pont

## Verkehr
Die autobahnähnliche Route nationale 165 von Brest nach Nantes mit einer Anschlussstelle in Daoulas durchquert das Gemeindegebiet. Die Departementsstraße 770, die ehemalige Route nationale 170, von Brignogan-Plages nach Quimper durchquert das Gemeindegebiet von Nord nach Süd und verbindet es im Norden mit Landerneau.
Busse von drei Linien der regionalen Transportgesellschaft BreizhGo bedienen Haltestellen in Daoulas und verbinden die Gemeinde mit Brest, Landerneau, Dirinon und Le Faou.